# Роберто Освальдо Діас
Роберто Освальдо Діас (ісп. Roberto Osvaldo Díaz, нар. 3 березня 1953, Буенос-Айрес) — аргентинський футболіст, що грав на позиції нападника за низку аргентинських та мексиканських клубних команд, а також національну збірну Аргентини.

## Клубна кар'єра
У дорослому футболі дебютував 1972 року виступами за команду «Чакаріта Хуніорс», в якій провів один сезон. 
Протягом 1974–1977 років захищав кольори команд «Естудьянтес» та «Расінг» (Авельянеда).
1977 року перебрався до Мексики де спочатку грав за «Тампіко Мадеро», а за рік став гравцем «УАНЛ Тигрес».
Після нетривалого повернення на батьківщину, де протягом 1979–1980 років знову виступав за «Расінг» (Авельянеда), продовжив виступи у Мексиці, спочатку в столичній «Америці», а за рік у «Леоні»,  виступами за який 1982 року і завершив професійну кар'єру.

## Виступи за збірну
1979 року провів шість матчів і забив один гол у складі національної збірної Аргентини. Був учасником тогорічного Кубка Америки.